# Bujdosó Eszter
Bujdosó Eszter Ágnes (Budapest, 1977. június 1.) magyar jazzénekes.

## Életpályája
Szülei festőművészek.
Már gyermekkorát körülvette a zene. A budakeszi Általános Iskola kiemelt zenei tagozatára íratták be, ahol hegedülni (4 évig) és zongorázni (8 évig) tanult. Emellett folyamatosan járt az Aranytíz Ifjúsági Centrum  színész -, énekes -, és táncos szakára. Tizenhat éves korától magánórák sora következett: hangképzés, klasszikus- és jazzének. Flór Mária és Garay Attila tanítványa volt.
1994-ben alapította első zenekarát, a Daily Blues News-t, és önálló koncerteket kezdett szervezni. 1995-ben érettségizett a Táncsics Mihály Gimnázium ének-zene szakán. 20 éves korában felvették a Nemzeti Színház színitanodájába, ahol Végh Péter osztályába járt. 2008-ban szerzett diplomát az Eötvös Loránd Tudományegyetem Bölcsészkarán, ének, zene,  és karvezetés szakos tanárként.
2004 óta a THÉBA Művészeti Akadémia jazz-hangképző tanára, 2009-től ügyvezető igazgatója volt. Tanít a ceglédi Illés Lajos Alapítványi Zeneiskolában is, hangképző tanárként. 2003-ban megalapította a Makoonga latin-jazz fúziót, ami a mai napig aktívan és sikeresen működik. 2009-ben megjelent szólóalbuma, Bujdosó Eszter – Start It Again címmel, ami egy jazz-funk lemez.

## Diszkográfia
- Start It Again (2009)

## Külső hivatkozások
- Hivatalos weblap
- Makoonga
- MySpace
- In Your Eyes. YouTube